# Nature writing

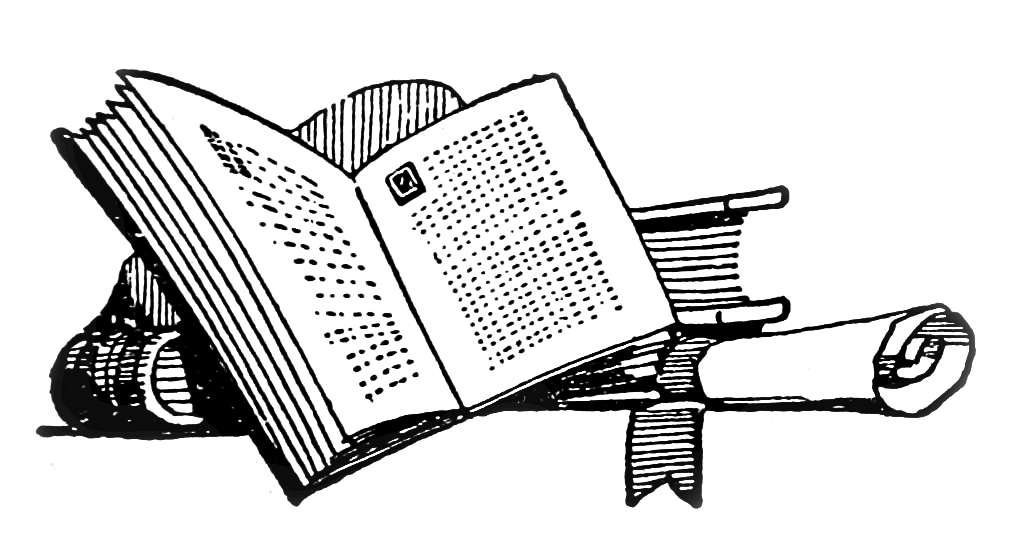
Libros y volutas de adorno, con un libro abierto.

Nature writing (literalmente escritura de la naturaleza) es un término anglosajón utilizado ampliamente,  que designa cualquier género literario de ficción o no-ficción, en prosa o verso, que trata sobre el medio ambiente con un trasfondo conservacionista. Este género abarca una amplia variedad de obras, que van desde aquellas que ponen un énfasis principal en los hechos de la historia natural (como las guías de campo) hasta aquellas en las que predomina la interpretación filosófica. Incluye ensayos de historia natural, poesía, ensayos de soledad o huida, así como escritos sobre viajes y aventuras. Estos libros se basan en gran medida en información científica y hechos sobre el mundo natural, se escriben con frecuencia en primera persona e incorporan observaciones personales y reflexiones filosóficas sobre la naturaleza.
La escritura moderna sobre la naturaleza tiene sus raíces en las obras de historia natural que fueron populares en la segunda mitad del siglo XVIII y durante todo el XIX. Una de las primeras figuras importantes fue el párroco Gilbert White (1720-1793), naturalista y ornitólogo inglés pionero, más conocido por su The Natural History and Antiquities of Selborne (1789). 
William Bartram (1739-1823) fue un importante naturalista estadounidense, también pionero en este género, cuya primera obra se publicó en 1791.

## Pioneros
Gilbert White es considerado por muchos el primer ecologista de Inglaterra, y uno de los que forjaron la actitud moderna de respeto a la naturaleza. Dijo de la lombriz de tierra: "Las lombrices de tierra, aunque en apariencia son un eslabón pequeño y despreciable en la cadena de la naturaleza, sin embargo, si se perdieran, formarían un abismo lamentable. [...] las lombrices parecen ser las grandes promotoras de la vegetación, que sin ellas no avanzaría más que cojeando". White y William Markwick recopilaron registros de las fechas de aparición de más de 400 especies de plantas y animales en Hampshire y Sussex entre 1768 y 1793, que se resumieron en The Natural History and Antiquities of Selborne, como las fechas más tempranas y más tardías de cada acontecimiento a lo largo de un periodo de 25 años, lo que constituye uno de los primeros ejemplos de fenología moderna.   
La tradición de los naturalistas clericales es anterior a White y se remonta a algunos escritos monásticos de la Edad Media, aunque algunos sostienen que sus escritos sobre animales y plantas no pueden clasificarse correctamente como historia natural. Entre los primeros párrocos naturalistas destacan William Turner (1508-1568), John Ray (1627-1705) y William Derham (1657-1735).